# Józef Pepis
Józef Pepis (ur. 6 lipca 1910 w Tarnopolu, zm. sierpień 1941 we Lwowie) – polski matematyk zajmujący się głównie logiką matematyczną, członek Lwowskiej szkoły matematycznej.

## Życiorys
Ukończył gimnazjum w Tarnopolu w 1928. W latach 1928–1933 studiował matematykę na Wydziale Uniwersytetu Przyrodniczego we Lwowie, którą ukończył ze stopniem magistra filozofii. Mistrz praca „teoria niezmienników kow” (teoria niezmienna). 24 czerwca 1938 doktoryzował się na Uniwersytecie Lwowskim na podstawie rozprawy O zagadnieniu rozstrzygalności w zakresie wag węższego rachunku funkcyjnego, napisanej pod kierunkiem Eustachego Żylińskiego. Od 1934 roku członek lwowskiego oddziału Polskiego Towarzystwa Matematycznego.
W latach 1930–1939 zarobkował jako prywatny nauczyciel. W roku akademickim 1938/39 był praktykantem w liceum w Warszawie. 31 stycznia 1939 został powołany na stanowisko adiunkta w katedrze teorii prawdopodobieństwa, a następnie został przeniesiony do katedry geometrii kierowanej przez Stanisława Mazura. 
21 marca 1941 Rada Akademicka Uniwersytetu postanowiła przyznać stopień kandydata nauk fizycznych i matematycznych oraz tytuł profesora nadzwyczajnego.
Zamordowany w sierpniu 1941 przez Gestapo.